# Ceropoda johnsoni
Ceropoda johnsoni är en fjärilsart som beskrevs av Michener 1949. Ceropoda johnsoni ingår i släktet Ceropoda och familjen påfågelsspinnare. Inga underarter finns listade i Catalogue of Life.